# Visoka tehniška šola v Mariboru
Visoka tehniška šola je nekdanja visoka šola, ki je izvajala izobraževanje s področja tehnike v Mariboru. 
Šola je bila ustanovljena kot Višja tehniška šola leta 1959 z le enim strojnim oddelkom. Leta 1960 so pričeli tudi s študijem gradbeništva in leta 1969 je šola odprla še tekstilni oddelek. 
Leta 1973 se je šola preimenovala v Visoko tehniško šolo. Leta 1975 je šola postala članica Univerze v Mariboru in naslednje leto (1976) je šola pričela tudi z doktorskim študijem. Leta 1985 se je šola preoblikovala v Tehniško fakulteto v Mariboru.